# 波里群島
67°41′S 45°20′E / 67.683°S 45.333°E
波里群島是南極洲的群島，位於恩德比地，處於維多斯角以西4公里，在1956年首次由澳大利亞探險隊拍攝空中照片，該群島以該國的金合歡命名。